# 칼슘 유도 칼슘 방출
다음은 칼슘 유도 칼슘 방출(Calcium-induced calcium release, CICR)에 대한 설명이다.
심장 근육 수축은 심장의 적절한 기능에 결정적인 역할을 한다.
이 과정에서 핵심적인 역할은 칼슘 이온(Ca2+)으로 심장 근육 세포의 수축을 시작하고 조절하는 역할을 한다.
이러한 세포 내의 칼슘 취급은 심장 근육 수축의 적절한 조절과 동기화를 보장하기 위해 다양한 메커니즘에 의해 엄격하게 조절된다.

심장 근육의 수축 과정은 심장의 자연적인 심박동기인 시노아트리움 (SA) 마디에서 발생하는 활동전위 또는 전기적 신호로 시작된다.
이 활동전위는 아트리움 전체에 퍼져서 그들이 수축하도록 한다.
그 신호는 심실 (AV) 마디에 도달하고, 그곳에서 심실로 전도되기 전에 지연된다.
이 지연은 아트리움이 완전히 수축하고, 그들이 수축하기 전에 피가 심실로 펌프질되도록 한다. 

심장 근육 세포 내에서 칼슘 이온은 수축 장치의 일부인 트로포닌이라고 불리는 단백질에 결합한다.
이 결합은 트로포닌의 형태 변화를 야기하는데, 트로포닌은 마이오신이라고 불리는 또 다른 단백질이 단백질 필라멘트인 액틴에 결합하도록 한다.
마이오신과 액틴 사이의 이 상호 작용은 근육 수축에 필요한 힘을 발생시킨다.

칼슘 취급에 대한 적절한 규제를 보장하기 위해, 심장 근육 세포는 칼슘 취급 단백질의 복잡한 네트워크를 가지고 있다.
이 과정에 관련된 중요한 단백질 중 하나는 세포 내의 특수한 소기관인 근막(sarcoplasmic reticulum, SR)이다.
SR은 칼슘 이온을 저장하고 세포 외 유체로부터 칼슘 유입에 의해 촉발될 때 그것들을 세포질로 방출한다.

SR로부터 칼슘 이온의 방출은 라이언오딘 수용체 (Ryanodine receptor, RyR)라고 불리는 단백질 복합체에 의해 매개된다.
칼슘 이온이 RyR에 결합할 때, 그것은 세포질로 저장된 칼슘 이온의 방출을 허용하는 입체구조 변화를 겪는다.
이 과정은 칼슘 유도 칼슘 방출 (CICR)로 알려져 있고 칼슘 신호를 증폭시켜 근육 수축을 촉진한다.수축을 끝내고 심장 근육 세포를 이완시키기 위해서는 세포질에서 칼슘 이온을 제거해야 한다.
이것은 sarco/endoplasmic reticulum calcium ATPase (SERCA)라고 불리는 또 다른 단백질의 작용을 통해 이루어진다.
SERCA는 적극적으로 칼슘 이온을 SR로 다시 주입하여 세포질에서의 농도를 낮추고 근육 이완을 가능하게 한다.

이러한 주요 요인 외에도 심장 근육 세포 내에서 칼슘 취급을 미세 조정하기 위한 여러 조절 메커니즘이 존재한다.
이러한 메커니즘에는 RyR 및 SERCA와 같은 칼슘 취급 단백질의 기능을 조절할 수 있는 다양한 키나아제 및 포스파타아제의 활성이 포함된다.

심장 근육의 수축은 세포 외 유체로부터 칼슘 이온의 유입, CICR을 통한 SR로부터의 방출, 그리고 SERCA에 의한 후속적인 제거를 포함하는 고도로 조절되는 과정이다.
조절 메커니즘과 함께 칼슘 이온, 트로포닌, RyR, 그리고 SERCA와 같은 주요 역할들은 심장 근육 수축의 적절한 조정과 동기화를 보장하고, 심장이 신체를 통해 효율적으로 혈액을 공급할 수 있게 한다.